# Hèlice (ciutat)
Hèlice (grec antic: Ἑλίκη, llatí: Helice; gentilici Ἡλικήσιος, català helicesi) era una antiga ciutat d'Acaia, una de les dotze ciutats aquees, situada a la costa entre els rius Selinunt i Cerinites, i no gaire lluny d'Ègion. La ciutat era a uns 32 km a l'est de Patres. Es creu que era la ciutat més antiga d'Acaia i, segons la tradició, s'atribueix la seva fundació a l'heroi Ió, que en va fer la seva residència i li va donar el nom de la seva dona, Hèlice, filla de Selí.

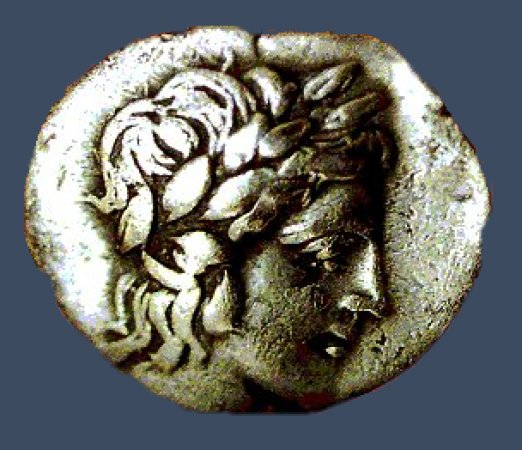
Cap de Posidó en una moneda d'Hèlice

La ciutat tenia un famós temple dedicat a Posidó, que portava l'epítet d'Heliconi. Els jonis van iniciar aquí les assemblees periòdiques que després van continuar a l'Àsia Menor, conegudes com les Paniònia. Després de la conquesta del país pels aqueus, Hèlice va ser també la seu de la seva lliga, i va continuar sent la capital dels estats aqueus fins que la ciutat va ser destruïda per un terratrèmol el 373 aC, dos anys abans de la batalla de Leuctra. El terratrèmol es va produir de nit, i la ciutat i els terrenys del voltant fins a una distància de 12 estadis es van enfonsar a la terra i al mateix temps van ser coberts per l'aigua del mar. Tots els habitants hi van morir, i de la ciutat només en van quedar algunes restes que va retornar la mar. Ègion es va annexionar el seu territori. La ciutat de Bura, pròxima a Hèlice, va ser igualment destruïda pel mateix terratrèmol. Hom va atribuir el fenomen a una venjança de Posidó perquè la ciutat no havia volgut donar l'estàtua del déu als colons de l'Àsia Menor i ni tan sols havien permès que l'utilitzaren de model. Fins i tot es diu que els delegats jonis que van anar a demanar l'estàtua els assassinaren els habitants d'Hèlice i de Bura. Aquest fet l'expliquen Heròdot, Pausànies, Estrabó, Diodor de Sicília i Plini el Vell entre d'altres.
Un nou terratrèmol es va produir el 23 d'agost de 1817; després d'una explosió semblant a una canonada, l'aigua de mar va pujar sobrepassant la desembocadura del Selinunt i va arribar fins al nivell de Vostitza (l'antiga Ègion); les edificacions costaneres (magatzems, principalment) van desaparèixer; a Vostitza hi van morir 65 persones i dos terços dels edificis quedaren destruïts; cinc llogarets de la plana van quedar destruïts.
El 1861, un equip d'arqueòlegs alemanys va trobar una moneda de la ciutat, que tenia el cap de Posidó segurament seguint el model de l'estàtua del temple, en un perfecte estil clàssic. Spyridon Marinatos, Director General d'Antiguitats de Grècia, va cercar durant anys les ruïnes de la ciutat. El 2001, després de dotze anys de recerca, la va trobar juntament amb les restes d'una ciutat de l'edat de bronze (datada vers el 2400 aC), que fou submergida per un tsunami igual com ho fou Hèlice dos mil anys més tard.